# Wicker (Flörsheim am Main)
Pour les articles homonymes, voir Wicker.
Wicker est un quartier de Flörsheim am Main comptant environ 3 500 habitants.